# Heterosais gedera
Heterosais gedera är en fjärilsart som beskrevs av William Chapman Hewitson 1869. Heterosais gedera ingår i släktet Heterosais och familjen praktfjärilar. Inga underarter finns listade i Catalogue of Life.